# Алмашій Михайло Іванович
Михайло Іванович Алмашій (2 жовтня 1930, Ромочевиця, Підкарпатська Русь, Чехословаччина — † 6 червня 2019, Ужгород, Україна) — український карпаторусинський педагог, мовознавець і фольклорист, культурний і громадський діяч, енциклопедист, хормейстер.

## Біографія
ОсвітаПоходив з селянської родини. Закінчив початкову школу у рідному селі (1937—1941). Середню освіту отримав у Мукачівській реальній гімназії, яка 1945 року була реорганізована за радянською системою у середню школу № 20 (1941—1949). На філологічному факультеті новоствореного університету в Ужгороді отримав диплом з російської філології (1949—1954).
Педагогічна і наукова працяВ університеті з 3-го курсу був головою наукового товариства факультету, хормейстером студентського хору та оркестру народних інструментів історико-філологічного факультету, членом спортивної команди університету (атлетика, футбол, баскетбол). Разом з П. Лінтуром займався проблемами русинського фольклору, мови і літератури. З 1953 р. почав працювати учителем російської мови і літератури у Залужанській середній школі, і віддав тій роботі 43 роки свого життя. Був членом Ліги народних композиторів України, майже 50 років керував шкільним оркестром народних інструментів, з яким робив гостьові виступи. Був відзначений як Заслужений вчитель України (1983), Зразковий працівник освіти (1996), Людина року Мукачівщини (1997).
Громадська діяльністьЗ 1989 року брав активну участь в карпаторусинських організаціях.
З 1994 року — голова обласного Товариства О. Духновича у Закарпатській області, з 1996 року — засновник і керівник хору «Стара співанка», який виконував традиційні співи підкарпатських русинів, також був керівником церковного хору села Ромочевиця-Залуж. Брав активну участь в процесі кодифікації русинської мови (діалекту), був автором граматики підкарпатського варіанту русинської мови і кількох інших наукових праць з русинистики. 
Входив у так званий «Сойм підкарпатських русинів» на чолі з проросійським  священником УПЦ МП Дмитром Сидором.
21-24 червня 2007 року відвідав у м. Сигет так званий Всесвітній конгрес русинів.
З 2005 року був згаданий, як член редколегії, та помічник головного редактора новоутвореного журналу русинів Республіки Молдова - "Русин", головним редактором якого став Сергій Суляк - 1963 року народження, історик та журналіст, а заступником головного редактора був Петро Шорніков - 1949 року народження, історик.
Починаючи з жовтня 2008 року, на сторінках чергового випуску журналу "Русин" (2008 р., №11-12, Кишинів, Молдова) заступником головного редактора цього часопису, паралельно з Шорниковим, став згадуватися і Юрій Данилець - учень Михайла Алмашія. Як заступник головного редактора, Данилець згадувався до 2012 року включно (востаннє - в журналі "Русин", 2012, №1 (27), Кишинів, Молдова). 
Надалі, в 2013-2014 роках заступником головного редактора знову згадувався Алмашій, а вже у 2015 році заступником головного редактора став росіянин Катунін Дмитро Анатолійович.
За рекомендацією Алмашія, Данилець був членом оргкомітетів проведення наступних щонайменше 5 русинських конференцій: "Православие в Карпато-Днестровских землях (К 200-летию основания Кишиневской епархии и 100-летию Второго Мармарош-Сиготского процесса)" - 15-16 листопада 2013 року, місце проведення - так званий "Российский центр науки и культуры в Республике Молдова", м. Кишинів; «История Карпато-Днестровских земель с древнейших времен до начала XXI в. (К 750-летию со дня смерти Даниила Галицкого)» - 20-21 травня 2014 року в Кишиневі; «Первая мировая война и Русский мир» - 25-26 вересня 2014 року в Кишиневі; "Межэтнические взаимодействия в этноконтактной зоне (Четвертые чтения памяти И.А. Анцупова)" - 23-24 жовтня 2015 року в Кишиневі; "История Карпато-Днестровских земель с древнейших времен до начала XXI в. (К 100-летию Брусиловского прорыва)" - 24-25 травня 2016 року в Кишиневі; "Межэтнические взаимодействия в этноконтактной зоне (Шестые чтения памяти И.А. Анцупова)" - 26-27 жовтня 2017 року, в м. Тараклія; "Межэтнические взаимодействия в этноконтактной зоне (Седьмые чтения памяти И.А. Анцупова)" - 25-26 жовтня 2018 року в м. Тараклія. На наступній конференції: "Межэтнические взаимодействия в этноконтактной зоне (Восьмые чтения памяти И.А. Анцупова)", що проводилась у Тараклії 30 жовтня - 1 листопада 2019 року, Данилець числився як член програмного комітету, але доповідей не читав, але там виступали ужгородчани Є. Нікольський. В. Кічера, Н. Кічера. 
Помер в Ужгороді 6 червня 2019 у віці 88 років, похований на Доманинському цвинтарі. Після смерті залишилася дружина і дві одружені дочки з дітьми.

## Творчість
Виступав активно в пресі з публікаціями, переважно фольклористичного характеру, на теми історії, мови, визначних осіб Підкарпатської Руси і пов'язаних з нею, з рецензіями на нові публікації русинських авторів та про русинів (русинів-українців).